# Phaenocarpa sinefovea
Phaenocarpa sinefovea är en stekelart som beskrevs av Fischer 1975. Phaenocarpa sinefovea ingår i släktet Phaenocarpa och familjen bracksteklar. Inga underarter finns listade i Catalogue of Life.